# 専門学校日本医科学大学校

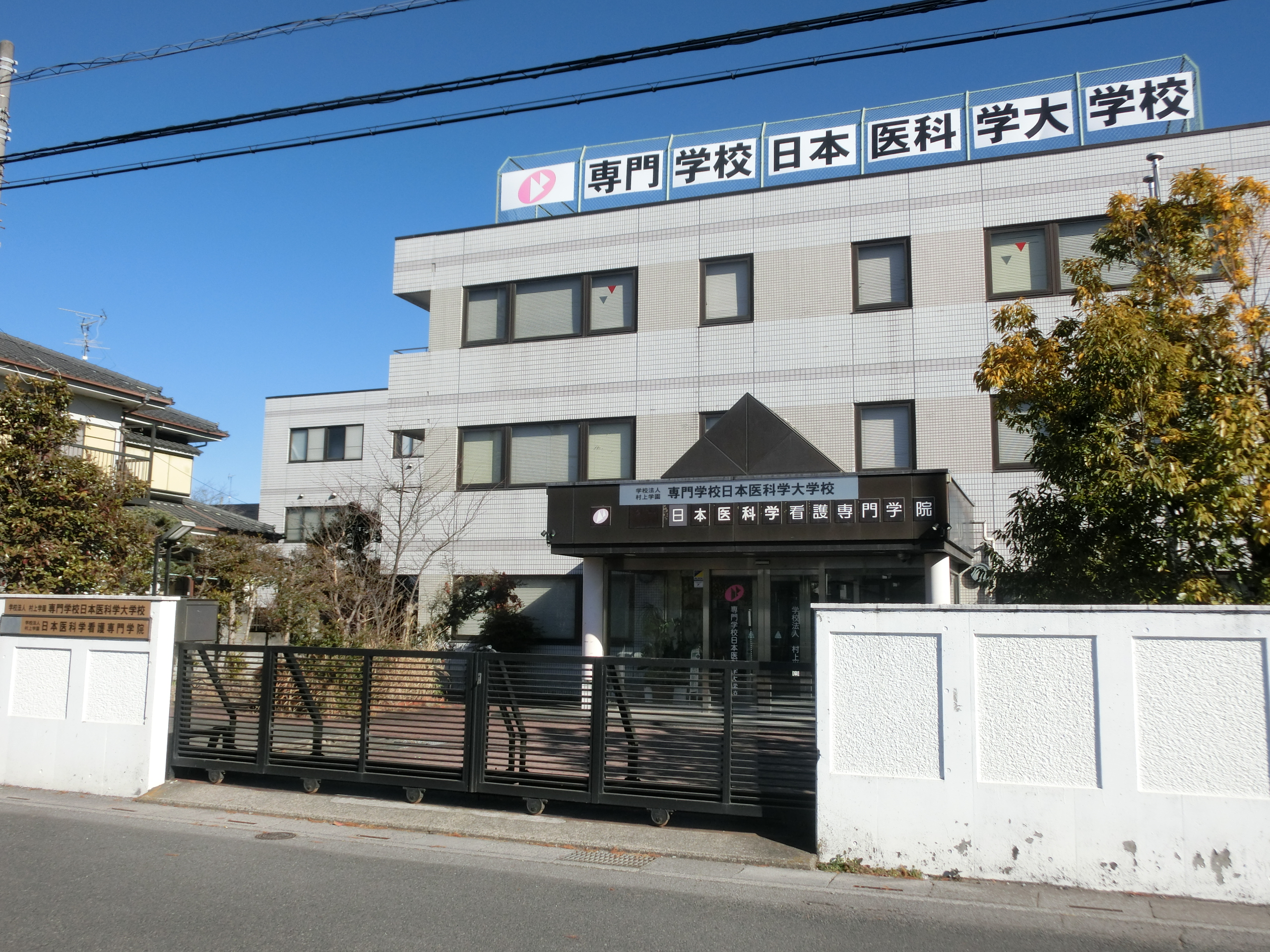
専門学校日本医科学大学校

日本医科学大学校（にほんいかがくだいがっこう）は、埼玉県越谷市七左町にある専修学校。学校法人村上学園が運営する。

## 沿革
- 昭和61年4月 平和学院歯科衛生士学校を開校 歯科衛生士　定員80名　全日2年制
- 平成元年4月 介護福祉士科を開校、平和学院衛生福祉専門学校に改称 介護福祉士　定員40名　全日2年制
- 平成3年4月 栄養士科を開校 栄養士　定員80名　全日2年制
- 平成4年4月 視能訓練士科を開校 視能訓練士　定員30名　全日3年制
- 平成4年4月 平和学院看護専門学院を開校 看護師　定員80名　全日3年制
- 平成19年4月 平和学院閉校 日本医科学衛生福祉専門学校・日本医科学看護専門学院開校 歯科衛生士科 栄養士科 視能訓練士科 看護学科

## 設置学科
- 看護師科　男女共学・3年制・定員80名　取得資格：看護師（国家試験受験資格）
- 視能訓練士科　男女共学・3年制・定員30名　取得資格：視能訓練士（国家試験受験資格）
- メディカル・ビジネス学科　男女共学・2年制・定員80名

## アクセス
- 南越谷駅・新越谷駅から徒歩15分

## 所在地
- 埼玉県越谷市七左町一丁目314番地1